# Anastasi I d'Antioquia
Anastasi I d'Antioquia anomenat el "Sinaïta" (en llatí Anastasius, en grec antic Ἀναστάσιος) va ser nomenat patriarca d'Antioquia potser l'any 559 o el 561.
Va participar en la controvèrsia amb els aftartodocetes, que proclamaven que el cos de Crist abans de la resurrecció era incorruptible, i es va oposar a l'edicte que l'emperador Justinià I va emetre en favor d'aquesta opinió. Va escriure sobre temes teològics i es va oposar a Joan Filopò que magnificava la seva defensa de la Trinitat i considerava a les tres persones com a tres deus. L'emperador Justí II el va desterrar. L'any 593 va ser restaurat com a patriarca i va morir el 599. El va succeir Anastasi II d'Antioquia anomenat igualment el "Sinaïta". Aquest sobrenom el portaven, se suposa, per haver estar monjos al Sinaí.